# Split album
Split album (z anglického split – rozdělené, lidově řečené splitko) je hudební album složené ze skladeb dvou či více interpretů. Ty může pojit žánrová spřízněnost nebo i lidské přátelství. Split alba se odlišují od různých kompilací typu Various Artists zejména tím, že většinou obsahují několik skladeb dvou interpretů, zatímco výběrová (kompilační) alba obsahují více interpretů a od každého převážně jednu či dvě skladby. 

Pokud se o split album dělí tři nebo více kapel/interpretů, označuje se jako 3-way split, 4-way split atd. To je však méně časté.
Co se týče délky tohoto hudebního nosiče, může být různá. Existují split LP i kratší split EP a split singly. Pokud jde o záznamové médium, split nahrávky se nacházejí na gramofonových deskách, kompaktních discích i audiokazetách. 
Split nahrávka má často propagační charakter. Je běžné umisťovat hudebním vydavatelstvím na jeden nosič nahrávky známějších umělců společně s debutanty. 

Splitka hrají významnou úlohu i v undergroundu. Nezřídka má jeden interpret v repertoáru coververzi skladby toho druhého.